# Miles Bland
Miles Bland   (Sedbergh, 11 d'octubre de 1786 - Ramsgate, 27 de desembre de 1867) va ser un clergue i matemàtic anglès.

## Vida i obra
Bland va néixer a Sedbergh en una família de llarga tradició. Va ser escolaritzat a l'escola d'aquesta població, on va coincidir amb Adam Sedgwick amb qui va establir una forta amistat que es va reforçar quan tots dos van anar a estudiar a la universitat de Cambridge el 1804. Tots dos es van graduar el 1808 i Bland va ser escollit fellow del St. John's College i Sedgwick va esdevenir professor de geologia de la universitat.
Bland va actuar com tutor i moderador al St. John's College fins al 1823, quan va acceptar una vicaria a Lilley (Hertfordshire) i es va casar al cap de poc temps. A partir dels anys 1850's la seva salut va empitjorar i es va traslladar a viure a Ramsgate (Kent), on va morir el 1867.
Bland va ser un exitós autor de llibres de text de matemàtiques entre 1812 i 1830, tot i que es van reeditar nombroses vegades en anys successius. Aquests llibres anaven des de problemes de geometria o aritmètica, fins a tractats de mecànica o hidroestàtica. Amb tots ells va col·laborar en la introducció de l'anàlisi matemàtica al estil francès que va propiciar el desenvolupament de la física britànica en el segle XIX.
També va escriure i publicar alguns tractats teològics.